# Landgericht Waldshut-Tiengen
Das Landgericht Waldshut-Tiengen ist ein Gericht der ordentlichen Gerichtsbarkeit und eines von neun Landgerichten im Bezirk des Oberlandesgerichts Karlsruhe.

## Gerichtssitz und -bezirk

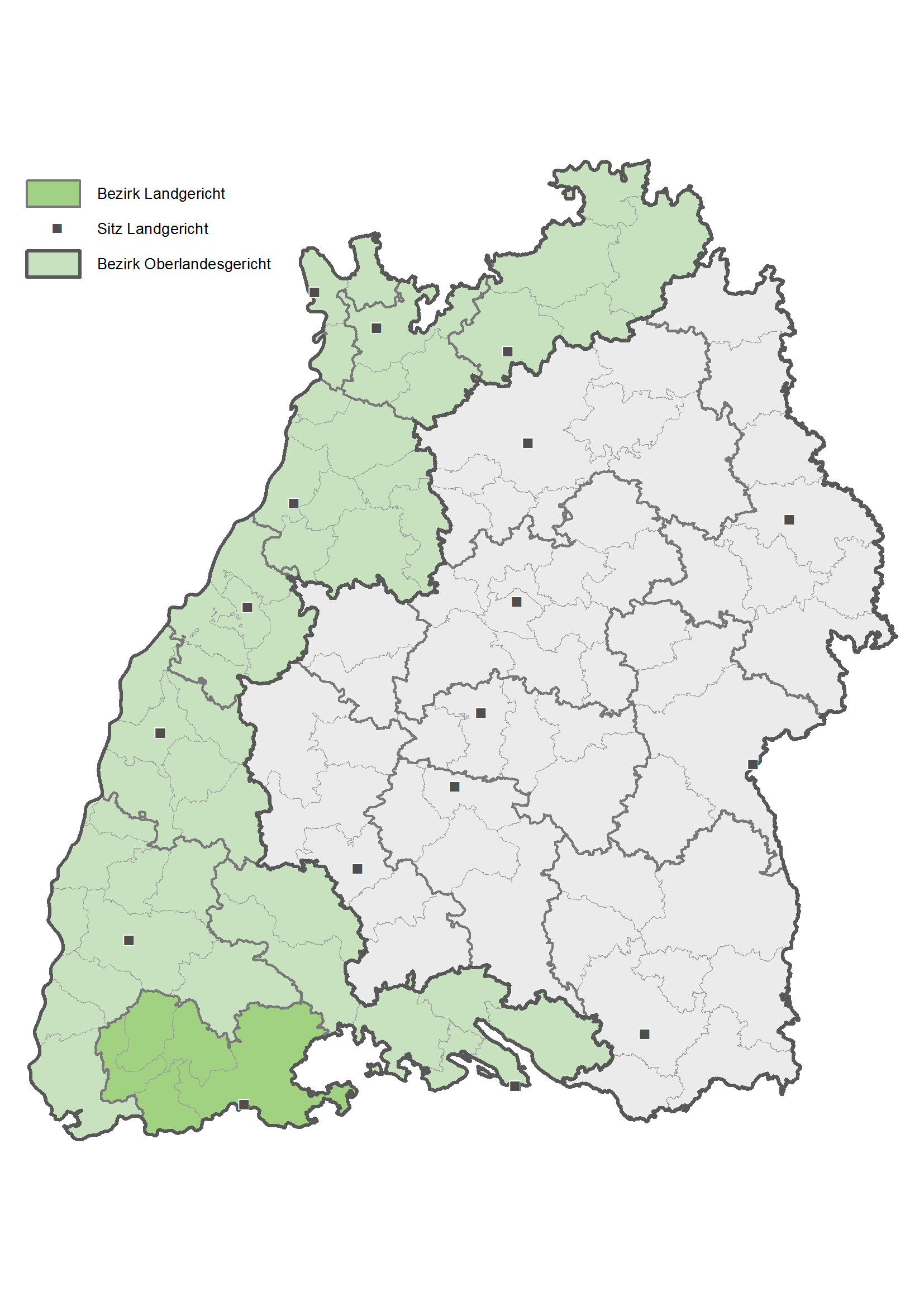
Landgerichtsbezirk Waldshut-Tiengen (dunkel) im Oberlandesgerichtsbezirk Karlsruhe (hellgrün) in Baden-Württemberg

Das Landgericht (LG) hat seinen Sitz in Waldshut-Tiengen, Baden-Württemberg.
Zum Gerichtsbezirk gehören fünf Amtsgerichte: Bad Säckingen, St. Blasien, Schönau, Schopfheim und Waldshut-Tiengen. Der Bezirk umfasst damit den Landkreis Waldshut und den östlichen Teil des Landkreises Lörrach.

## Geschichte
Im Jahre 1864 wurde erstmals ein Kreisgericht im heutigen Stadtteil Waldshut errichtet, das die Amtsgerichte Jestetten, Säckingen, St. Blasen und Waldshut umfasste. 1872 wurde das ebenfalls erst 1864 eingerichtete Kreisgericht Lörrach aus Kostengründen geschlossen und die Amtsgerichte Schönau und Schopfheim dem Kreisgericht Waldshut zugeschlagen. Gleichzeitig wurde das Amtsgericht Jestetten geschlossen und in das Amtsgericht Waldshut eingegliedert.
Im Zuge der Justizreform 1879 wurde das Kreisgericht Waldshut in Landgericht Waldshut umbenannt. Mit dem Zusammenschluss der Städte Waldshut und Tiengen zur Stadt Waldshut-Tiengen im Jahr 1975 änderte das Landgericht ebenfalls seinen Namen und heißt seither Landgericht Waldshut-Tiengen.

## Übergeordnete Gerichte
Dem Landgericht Waldshut-Tiengen sind das Oberlandesgericht Karlsruhe und der Bundesgerichtshof übergeordnet.